# Ланкарфан
Ланкарфан (на английски: Llancarfan) е село във Вейл ъф Гламорган, южен Уелс. Населението му е около 736 души (2001).
Разположено е на 23 метра надморска височина в крайбрежната низина на 4 километра северно от бреговете на Бристълския залив и на 14 километра югозападно от Кардиф.

## Известни личности
Родени в Ланкарфан
- Йоло Моргануг (1747-1826), поет